# Saint-Vincent-sur-Jabron
 Saint-Vincent-sur-Jabron  es una población y comuna francesa, situada en la región de Provenza-Alpes-Costa Azul, departamento de Alpes de Alta Provenza, en el distrito de Forcalquier y cantón de Noyers-sur-Jabron.

## Demografía
| 170 | 148 | 124 | 132 | 151 | 192 |
| Para los censos de 1962 a 1999 la población legal corresponde a la población sin duplicidades (Fuente: INSEE [Consultar]) |     |     |     |     |     |